# Bright Star
Bright Star è un film del 2009 scritto e diretto da Jane Campion. La trama verte sugli ultimi tre anni di vita del poeta britannico John Keats, considerato uno dei letterati più significativi del Romanticismo. Paradossalmente Jane Campion, scrivendo questo film, ha dovuto inventare una seconda voce che, almeno per iscritto, non ci è giunta: quella di Fanny. Il film, infatti, non è la storia di John Keats, ma la storia di come Fanny s'innamora di lui e della sua poesia.
Ben Whishaw interpreta Keats, mentre Abbie Cornish è la sua musa Fanny Brawne. Il titolo del film è tratto da un sonetto di Keats dal titolo Bright star, would I were steadfast as thou art, che il poeta scrisse durante la sua relazione con Fanny.

## Trama
Il film è ambientato nel 1818, nelle campagne intorno a Londra. Un ago in primissimo piano trapunta un tessuto di colore bianco, e una donna cuce vicino ad una finestra. È Fanny Brawne, colei che amerà, corrisposta, John Keats. Lei è la primogenita di una famiglia agiata, in cui la madre si ritrova nel ruolo di guida in seguito alla prematura morte del padre. Ragazza indipendente e schietta, appassionata di cucito e ricamo, mostra la propria personalità indossando abiti disegnati e confezionati da lei stessa. Infatti, attraverso il colore dei suoi abiti, sarà in grado di far trapelare i suoi stati d'animo.
Con la madre, il fratello e la sorellina, la giovane entra in contatto con i vicini di casa: il facoltoso Charles Brown e il suo amico e protetto, il giovane letterato John Keats, suo coetaneo. Quest'ultimo, orfano di entrambi i genitori, con un fratello minore gravemente malato di tisi e nient'altro in tasca tranne una licenza di farmacista, vive senza alcuna rendita dipendendo unicamente dall'amico. Brown, individuo dalla personalità ruvida e spigolosa nonché sarcastica, soprattutto nei riguardi di Fanny; infatti tra i due s'instaura subito una profonda tensione anche a causa del temperamento orgoglioso e caparbio della ragazza, che viene soprannominata maliziosa. Ma, ad accomunare lei e il disprezzato signor Brown c'è il profondo attaccamento che entrambi nutrono per il giovane e tormentato John Keats. Brown crede profondamente nel talento del ragazzo, ragione per cui lo ha accolto nella sua casa collaborando con lui a futuri progetti letterari.
John Keats incuriosisce Fanny che comincia a leggere gli scritti da lui pubblicati, i quali esasperano i critici dell'epoca ma colpiscono profondamente lei, e senza esitazione comincia ad interessarsi alla poesia e a discuterne apertamente con l'autore stesso. Il rapporto che c'è all'inizio tra i due è quindi caratterizzato da dispute e dibattiti, critiche e scambi d'idee, al punto di porsi a volte come una battaglia, altre volte come uno stimolante contraccambio di reciproca stima. In seguito alla triste morte di Tom, il fratello malato di Keats, Fanny è un confortante sostegno per lo sconsolato poeta, e si acuisce sempre più l'affetto che si va instaurando fra i due, con grande disapprovazione di Brown che vede in lei una distrazione dall'impegno artistico dell'amico e cerca in svariati modi di porsi tra i due. Ma né lui né nessun altro può impedire l'inevitabile, e dopo molte parole, finalmente l'amore fra John e Fanny si rivela con un bacio appassionato e un po' timido. Ciò che attraversa il comporsi dei "due", così distanti nei gusti e nelle abitudini, è un modo non conforme di usare la vita stessa, in una sintesi di intensità e creazione. L'asimmetria culturale e sociale qui trova un punto d'accordo, al di là di ogni possibile identificazione. Ma, proprio sul più bello, devono separarsi per un'intera estate a causa della consueta affittanza estiva che Brown pone alla casa per trascorrere fuori la bella stagione, e John deve seguirlo.
Fanny è disperata, e lo stesso John le dichiara che, almeno per il momento, non possono sperare in un futuro insieme. Ad ostacolare il loro amore è anche la mancanza, da parte del poeta, di successo e di denaro, il suo doversi appoggiare agli amici. Ma la lontananza non fa altro che rafforzare in lui il sentimento ardente che lo assorbe sempre più nell'idea della sua amata, e apre così una corrispondenza con lei fatta di lettere d'amore colme di struggente poesia. Nonostante al ritorno decida di non seguire Brown e di fermarsi a Londra per cercare di resistere a questo legame impossibile, il suo successivo ritorno in casa Brawne per recuperare alcuni oggetti personali lo mette di nuovo di fronte a Fanny, e questa volta l'amore si manifesta in tutta la sua completezza. E così inizia l'idillio, osteggiato da tutti come ad esempio dalla madre di Fanny. La signora Brawne, che con materna preoccupazione cerca di far aprire gli occhi alla figlia circa l'impossibilità di costruire qualcosa con un uomo come Keats. Ben presto, però, John comincia a manifestare i sintomi della tubercolosi, che ha già ucciso la madre e il fratello, e Fanny gli resta vicino, fisicamente o tramite carta e inchiostro, infondendogli tutto l'amore di cui dispone; fra i due infatti continua ad esserci un continuo scambio di missive appassionate.
I medici sostengono che l'unica possibilità di guarigione per John è di cambiare clima, e gli viene quindi suggerita una permanenza in Italia. A pagare le spese del viaggio ci pensano tutti gli amici più stretti nella cerchia di scrittori e letterati di cui fanno parte anche Keats e Brown. Per Fanny l'unica speranza di restare vicino all'amato è di sposarlo e partire con lui. La madre di lei, nonostante tutto, comprende, acconsentendo perfino al matrimonio. Ma questa possibilità si dimostra irrealizzabile. L'ultima sera, i due fantasticano insieme su una futura vita insieme, ma entrambi sanno che difficilmente arriverà e che il saluto che si daranno sarà un addio e non un arrivederci. Pochi mesi dopo la partenza, Charles Brown informa la famiglia Brawne della morte di John Keats. Fanny è incredula. È la fine di febbraio 1821, e il poeta aveva 25 anni. Fanny si confeziona un vestito da vedova, tutto nero, e da allora in poi, per anni, percorrerà i sentieri per i boschi dove ha passeggiato con il suo amore. La ripresa finale si chiude proprio come quella iniziale, con un ago che trapunta un tessuto, ma questa volta di colore nero per simboleggiare il dolore per la morte di Keats e in ricordo del loro profondo amore. 

## Produzione
Oltre a Bright Star, diversi altri poemi vengono recitati nel film, come La Belle Dame sans Merci, Ode to a Nightingale, When I have fears that I may cease to be, e anche alcuni versi del primo libro di Endymion. Sia Campion che Whishaw hanno attuato una estensiva ricerca in preparazione al film. Molte delle battute sono state prese direttamente dalle lettere di Keats. Inoltre Whishaw ha imparato come scrivere con penna d'oca e inchiostro. Le lettere che Fanny riceve da Keats nel film sono state scritte a mano da Whishaw.
Janet Patterson, che ha lavorato con Campion per oltre vent'anni, è sia la costumista che la scenografa del film.
La casa Hyde, a Hyde, nel Bedforshire, è stata usata al posto della casa dei Keats, nell'Hampstead. Campion, infatti, ha deciso che la casa dei Keats era troppo piccola e "un po' ammuffita". Alcune scene sono state girate agli Elstree Studios.
Il budget per la realizzazione del film è stato di 8,5 milioni di dollari.

## Distribuzione
Il film è stato presentato in concorso al 62º Festival di Cannes ed è stato proiettato per la prima volta il 15 maggio 2009, mentre in Italia è stato distribuito a partire dall'11 giugno 2010.

## Premi e riconoscimenti
- British Independent Film Awards 2009: miglior contributo tecnico (Greig Fraser)